# Petrocosmea xingyiensis
Petrocosmea xingyiensis är en tvåhjärtbladig växtart som beskrevs av Y.G. Wei och F. Wen. Petrocosmea xingyiensis ingår i släktet Petrocosmea och familjen Gesneriaceae. Inga underarter finns listade i Catalogue of Life.